# Ambala Sadar
Ambala Sadar è una città dell'India di 106.378 abitanti, situata nel distretto di Ambala, nello stato federato dell'Haryana. In base al numero di abitanti la città rientra nella classe I (da 100.000 persone in su).

## Geografia fisica
La città è situata a 30° 20' 05 N e 76° 50' 36 E.

## Società

### Evoluzione demografica
Al censimento del 2001 la popolazione di Ambala Sadar assommava a 106.378 persone, delle quali 55.461 maschi e 50.917 femmine. I bambini di età inferiore o uguale ai sei anni assommavano a 11.545, dei quali 6.387 maschi e 5.158 femmine. Infine, coloro che erano in grado di saper almeno leggere e scrivere erano 81.722, dei quali 44.248 maschi e 37.474 femmine.